# 18D/Perrine-Mrkos
18D/Perrine–Mrkos est une comète périodique du système solaire, découverte par l'astronome américano-argentin Charles Dillon Perrine (observatoire Lick en Californie aux États-Unis) le 9 décembre 1896. Pendant quelque temps, on a pensé qu'il s'agissait d'un fragment de la comète de Biela.
Elle fut considérée perdue après son passage de 1909, mais fut retrouvée par l'astronome tchèque Antonín Mrkos (observatoire Skalnaté pleso en Slovaquie) le 19 octobre 1955 à l'aide de simple jumelles ; elle fut confirmée être 18D par Leland Cunningham (Leuschner Observatory, université de Californie à Berkeley).
La comète a été vue pour la dernière fois en 1969, mais non observée lors de son passage prévu en 1975 et des suivants, et est maintenant considérée comme perdue (voir comète perdue).